# Erpetogomphus elaps
Erpetogomphus elaps är en trollsländeart som först beskrevs av Selys 1858.  Erpetogomphus elaps ingår i släktet Erpetogomphus och familjen flodtrollsländor. Inga underarter finns listade i Catalogue of Life.